# Permutationskategorie
Die Permutationskategorie ist im mathematischen Teilgebiet der Kategorientheorie eine über den natürlichen Zahlen definierte Kategorie mit den symmetrischen Gruppen als Automorphismusgruppen.

## Definition
Die Permutationskategorie {\displaystyle \mathbf {Sym} } ist die diskrete Kategorie gegeben durch:
{\displaystyle \operatorname {Ob} \mathbf {Sym} =\mathbb {N} ;}
{\displaystyle \operatorname {Aut} _{\mathbf {Sym} }(n)=\operatorname {Sym} _{n}.}
Diskret bedeutet dabei, dass es keinen einzigen Morphismus zwischen verschiedenen Objekten gibt, also anders ausgedrückt alle Zusammenhangskomponenten nur ein Objekt enthalten. Alternativ kann die Permutationskategorie daher definiert werden als:
{\displaystyle \mathbf {Sym} :=\coprod _{n\in \mathbb {N} }\mathbf {B} \operatorname {Sym} _{n}}
Dabei ist {\displaystyle \mathbf {B} \operatorname {Sym} _{n}} die Kategorie mit einem Element gegeben durch:
{\displaystyle \operatorname {Ob} \mathbf {B} \operatorname {Sym} _{n}=\{*\};}
{\displaystyle \operatorname {Aut} _{\mathbf {B} \operatorname {Sym} _{n}}(*)\cong \operatorname {Sym} _{n}.}
Wieder eine alternative Definition ist als Kernkategorie der Kategorie der endlichen Mengen:
{\displaystyle \mathbf {Sym} :=\operatorname {core} \mathbf {Set} _{\mathrm {fin} }.}

## Anwendung
Für eine Kategorie {\displaystyle {\mathcal {C}}} ist ein (kovarianter) Funktor {\displaystyle \mathbf {Sym} \rightarrow {\mathcal {C}}} ein S-Objekt.